# Pinkericola
Pinkericola là một chi bướm đêm thuộc họ Noctuidae.